# Korea Train Express

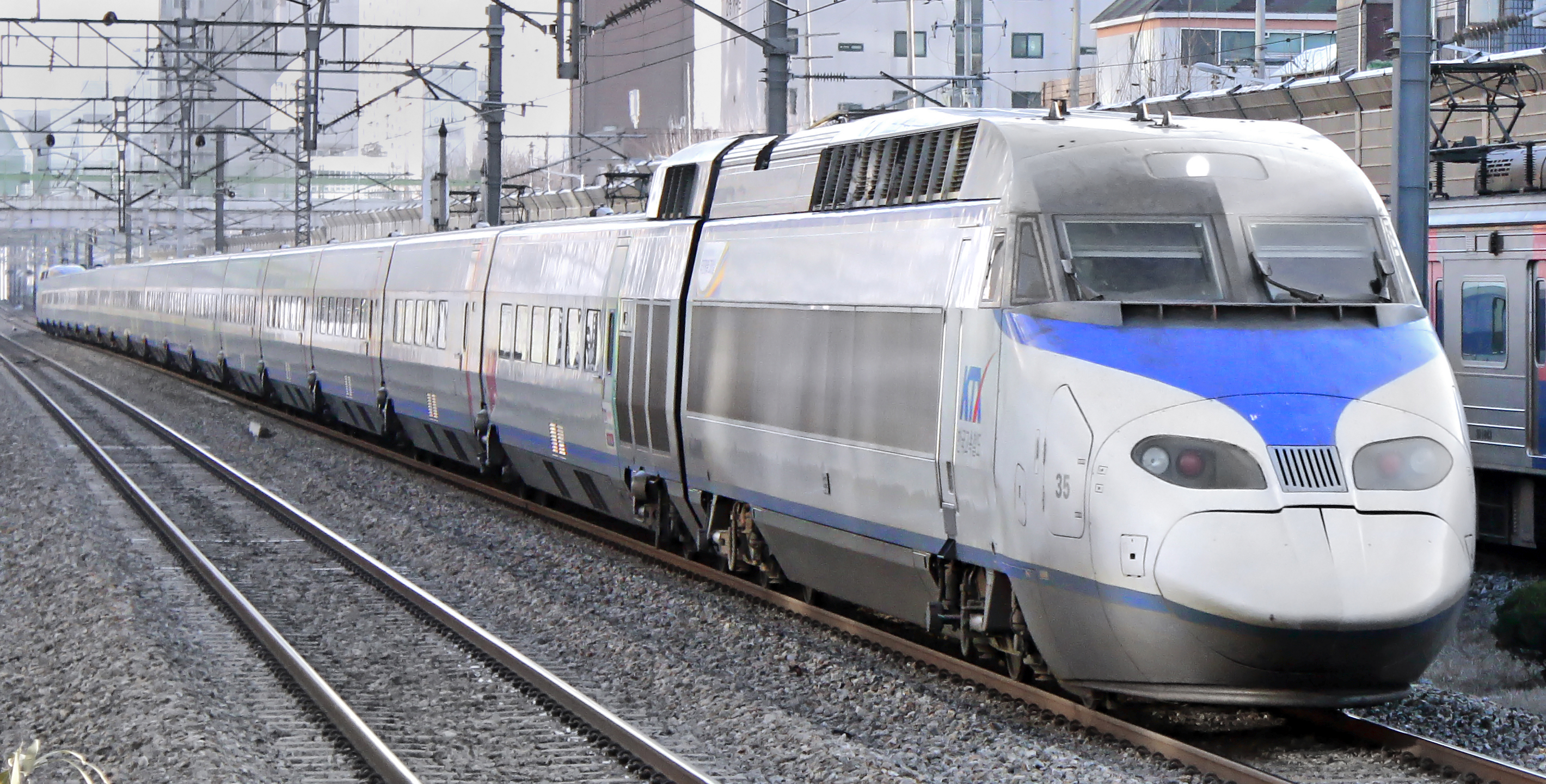
Tren KTX

Korea Train Express (pe scurt KTX, în limba coreeană Gosok Cheoldo — Hangul : 고속 철도; Hanja : 高速鐵道), este sistemul de trenuri de mare viteză din Coreea de Sud. Este un derivat al sistemului TGV din Franța.